# Shenzhou 14
Shenzhou 14 (chinois simplifié : 神舟十四号 ; pinyin : Shénzhōu shísì hào ; litt. « Vaisseau divin 14 ») est la neuvième mission spatiale habitée chinoise et la troisième à destination de la Station spatiale chinoise (SSC). Elle est lancée le 5 juin 2022. Le lancement de l'équipage de trois personnes avec un lanceur Longue Marche 2F a eu lieu depuis le centre de Base de lancement de Jiuquan.

## Équipage
- Commandant : Chen Dong (2),  Chine
- Opérateur 1 : Liu Yang (2),  Chine
- Opérateur 2 : Cai Xuzhe (1),  Chine

Le chiffre entre parenthèses indique le nombre de vols spatiaux effectués par l'astronaute, Shenzhou 14 inclus.

## Contexte
Le vol spatial est la deuxième des missions qui devrait durer six mois (180 jours). Après cela, le séjour de six mois à bord de la station spatiale deviendra la durée normale de l'équipage des astronautes en orbite. Le vol marque la troisième des quatre missions avec équipage prévues pour s'amarrer à la station spatiale Tiangong d'ici la fin de sa construction en 2022.

## Mission

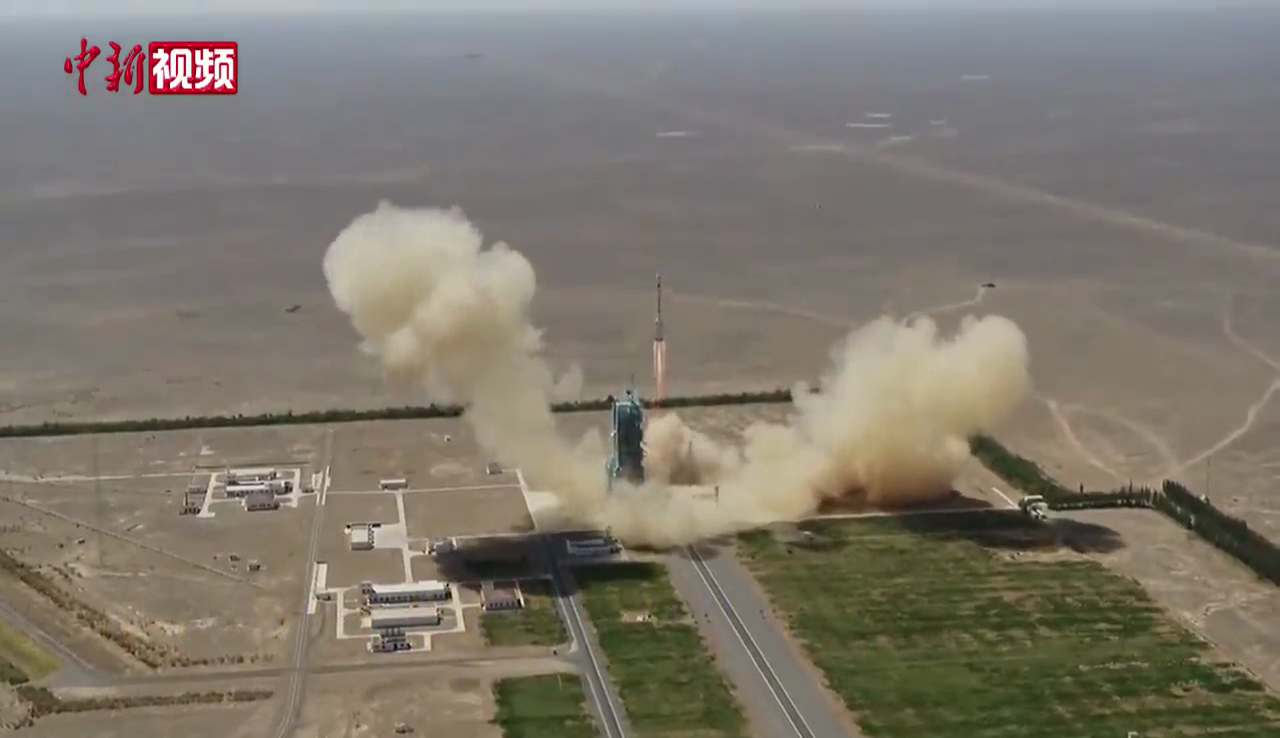
Lancement de Shenzhou 14

La mission se rend sur le module Tianhe après le lancement et l'amarrage de Tianzhou 4, la troisième mission de réapprovisionnement de la station. L'équipage devrait participer à l'assemblage des modules laboratoires Wentian et Mengtian, qui devraient arriver à Tiangong respectivement en juillet et en octobre. L'équipage de Shenzhou 15 doit arriver dix jours avant le départ de Shenzhou 14, ce qui signifie que la mission Shenzhou 14 marque le début de l'occupation permanente de la station.
L'équipage a salué en entrant dans le module central Tianhe plus tard le 5 juin 2022, à 12 h 50 UTC (14 h 50 CEST), en tant que troisième expédition vers la station spatiale Tiangong. Le 24 juillet, Wentian a été lancé et s'est amarré avec succès à Tianhe, agrandissant la station spatiale. Le 25 juillet 2022 à 2 h 3 UTC (4 h 3 CEST), l'équipage de Shenzhou 14 a ouvert l'écoutille et est entré pour la première fois dans le module Wentian.

### Sortie extravéhiculaire
Le 1er septembre 2022, la première sortie extravéhiculaire planifiée a été effectuée par Chen Dong et Liu Yang qui ont quitté le sas du module laboratoire Wentian pour effectuer des activités extravéhiculaires. Liu est devenue la deuxième femme chinoise à effectuer une sortie dans l'espace. Ils ont accompli une série de tâches, notamment l'installation d'une pompe supplémentaire à l'extérieur, le levage de la caméra panoramique B, l'installation d'un établi, la démonstration du retour d'urgence, etc. La sortie dans l'espace a duré 6 heures et 7 minutes,.
Le 17 septembre 2022, la deuxième sortie dans l'espace prévue a été effectuée par Chen Dong et Cai Xuzhe par le sas du module laboratoire Wentian, Liu Yang assistant les deux hommes depuis l'intérieur du module central Tianhe. Chen et Cai ont accompli une série de tâches, notamment l'installation de cale-pieds et d'établis extravéhiculaires. Ils poursuivront avec le soutien du petit bras robotique et coopéreront l'un avec l'autre pour effectuer l'installation de la poignée du booster extérieur, l'installation de la pompe d'expansion du circuit de charge et la vérification de la capacité de sauvetage extravéhiculaire. La sortie extravéhiculaire a duré 4 heures et 12 minutes

## Vaisseau spatial

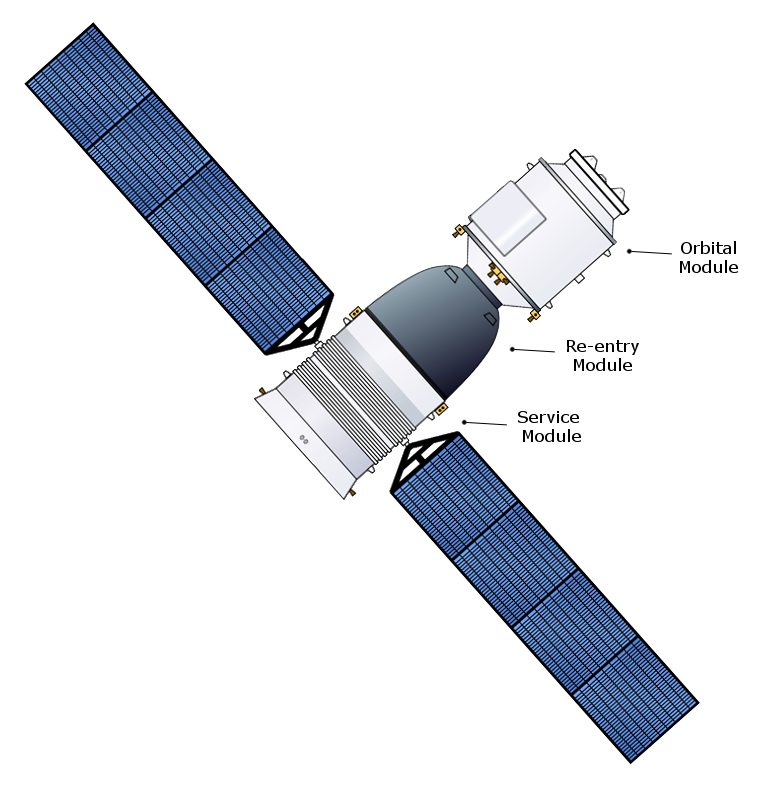
Diagramme d'un vaisseau spatial de Shenzhou

Le vaisseau spatial Shenzhou 14 est fortement basé sur la technologie du Soyouz MS. Shenzhou a été approuvé en 1992 dans le cadre du programme spatial Project 921, et a une conception similaire au vaisseau spatial russe Soyouz.
À l'avant du vaisseau spatial, il y a le module orbital qui contient un anneau d'amarrage androgyne basé sur la technologie Système d'amarrage périphérique androgyne, qui est utilisé pour s'amarrer au module central Tianhe. Au milieu se trouve le module de rentrée contenant l'équipage, qui est une version à échelle réduite du module de descente Soyouz. L'arrière du vaisseau spatial est le module de service qui est équipé de moteurs, de réservoirs de carburant et de panneaux solaires.